# Anatole Loquin
Anatole Loquin (Orleans, 1834-1903) fue un escritor y musicólogo francés. Durante su carrera, también firmó sus textos con los seudónimos Paul Lavigne, Louis Sévin y Ubalde.
Autor de muchos trabajos teóricos sobre la música, defendió efusivamente, con especial hincapié al final de su vida, la tesis que identificaba al hombre de la máscara de hierro con Molière.
Desde el 3 de abril de 1873, fue miembro de la Académie des sciences, belles-lettres et arts de Burdeos.